# Фаулер, Кристофер
Кристофер Роберт Фаулер (англ. Christopher Robert Fowler; 26 марта 1953 или 1953, Гринвич, Лондонское графство — 2 марта 2023, Лондон) — английский писатель, автор триллеров, лауреат нескольких литературных премий, в том числе British Fantasy Award.

## Биография
Родился в Гринвиче, Лондон. Окончил гимназию Колфи.
В 1972—1979 годах работал копирайтером в различных рекламных агентствах. В 1979 году основал маркетинговую фирму «Творческое партнёрство» (The Creative Partnership), сотрудничавшую с кинокомпаниями. Придумал слоган для фильма «Чужой» — «В космосе никто не услышит твоего крика».
В период писательской деятельности жил в Лондоне и Барселоне.
Первый сборник рассказов City Jitters издан в 1986 году. Первый роман, Roofworld, написан в 1988 году. В 1992 году по его рассказу снят фильм «Глазами убийцы». Также были экранизированы новеллы «На краю» (On Edge) (1998) и «Самая скучная женщина в мире» (The Most Boring Woman in the World) (2003).
Автор цикла произведений, герои которых — детективы Артур Брайэнт и Джон Мэй, которые служат в Отделе аномальных преступлений лондонской полиции. В этой серии выпущена 21 книга — 19 романов и два сборника рассказов. Первый роман цикла, Full Dark House, вышел в свет в 2003 году.
Весной 2020 года у писателя был диагностирован рак, который и стал причиной смерти, наступившей 2 марта 2023 года.